# 舍夫琴科韋 (斯尼亞滕區)
48°31′42″N 25°24′21″E / 48.52833°N 25.40583°E
舍夫琴科韋（烏克蘭語：Шевченкове），是烏克蘭西部的村莊，隸屬伊萬諾-弗蘭科夫斯克州的科洛梅亞區。該村始建於1871年，面積18.9平方公里，2001年人口424，人口密度每平方公里22.4人。